# 京都観光サポーター制度
京都観光サポーター制度（きょうとかんこうサポーターせいど）は、ボランティアによる観光振興と観光ボランティア団体の交流・連携を図る京都市の制度である。制度は京都市基本計画に基づき、京都観光の魅力を向上させ発信することを目的に、2011年から始まった。観光を支える役割として3種類の観光大使と京都観光おもてなしコンシェルジュ・京都国際観光おもてなしコンシェルジュの任命も行っている。

## 観光大使

### 京都名誉観光大使
京都にゆかりのある著名人が任命されている。任期はなく、かつては女優の森光子、日本文学者のドナルド・キーンも大使だった。
- 片岡仁左衛門 - 歌舞伎役者
- 中村玉緒 - 女優

### 京都国際観光大使
海外でも活動している京都通などが大使となっている。英語名は“Visit Kyoto Ambassador”。2020年時点で61人。

#### 個人
- アンドレ・ビショップ - 日本酒専門バーBar Nihonshu等経営者
- イヴ・ブゴン - ハースト婦人画報社代表取締役社長
- 市田ひろみ - 服飾研究家
- エウジェニオ・アルファンデリー - サンタ・マリア・ノヴェッラ薬局経営者・共同所有者
- 大谷正矩 - シドニー京都ゆかりの会代表
- 郭欣 - 京都青島市民交流会理事
- 韓美花 - 星野リゾート北京事務所首席代表・所長
- 北山安夫 - 北山造園代表、高台寺専属庭師
- 木村英智 - エイチアイディー・インターアクティカ代表取締役、アクアリスト
- 喬彬 - 京都地区中国留学人員友好聯誼会会長
- 魏禧之 - オーナーシェフ
- クリス・ジョンソン[3]
- クレモンティーヌ - 歌手
- クンナ・ダッシュ - 特定非営利活動法人インド日本友の会理事長
- ケイコ・ネルソン - 造形作家
- 孔怡 - テレビ・ラジオパーソナリティ
- サウザー美帆 - フリーエディター
- 佐々木蔵之介 - 俳優 [4]
- 佐野惠子 - ドイツ京都センターGmbH代表
- ジェフ・バーグランド - 京都外国語大学教授
- ジャミラ・ウライム - 歌手・舞踏家
- ジュディス・クランシー - ライター、講師
- ジョン・フランク - Sidney Frank Importing（英語版）（米国酒類輸入・卸会社）副会長
- ステファン・バルベリ - 写真家、作家
- 千宗屋 - 武者小路千家家元後嗣
- 陳易琦 - モデル、利き酒師
- ツトム・ヤマシタ - パーカッショニスト（打楽器奏者）、作曲家、音楽監督
- デービッド・アトキンソン - 小西美術工藝社代表取締役社長
- 寺田宜弘 - 芸術監督・バレエダンサー
- 冨田伸明 - 日本文化継承アートプロデューサー・着物マイスター
- 富永典子 - パリ・イル・ド・フランス地方商工会議所 日仏経済交流委員会ディレクター
- 中村悦子 - 酒蔵ツーリズムのパイオニア、英語通訳ガイド
- ピーター・グリーリ - ボストン日本協会理事長
- 平出荘司 - 台湾の飲食チェーンオーナー
- ビル・トッテン - アシスト代表取締役
- ポーリーン・チャクマクジアン - Japan Room創立者
- 本保芳明 - 観光庁初代長官、首都大学東京教授
- 抹茶団子 - 作家・通訳者・翻訳者
- マドレーヌ・ワルデナール - 日本研究者・美術史家
- マルコ・マッサロット - HAGAKURE最高責任者
- ミュリエル・バルベリ（フランス語版） - 作家
- 安田伊佐男（張茂勲） - 中華民国留日京都華僑総会会長
- 山田幸代 - ラクロスプレーヤー
- 余慧 - 杭州尚昇文化創意代表
- 盧偉業 - 承香堂代表

#### 団体
- イオン
- 小川珈琲
- オムロン
- 京都いけばな協会
- 近畿日本ツーリスト
- 島津製作所
- ビザ・ワールドワイド・ジャパン
- 堀場製作所
- 三井住友銀行
- 三菱UFJ銀行

### 京都観光おもてなし大使
京都の魅力発信に貢献している大使として、京都館館長の小山薫堂、倉木麻衣、池内ヨシカツなど2020年時点で102人が任命されている。